# Lipniak (Mazovie)
Pour les articles homonymes, voir Lipniak.
Lipniak (prononciation : [ˈlipɲak]) est un village polonais de la gmina de Wiśniew dans le powiat de Siedlce de la voïvodie de Mazovie dans le centre-est de la Pologne.
Il se situe à environ 7 kilomètres à l'ouest de Wiśniew (siège de la gmina), 11 kilomètres au sud-ouest de Siedlce (siège du powiat) et à 84 kilomètres à l'est de Varsovie (capitale de la Pologne).
Le village comptait approximativement une population de 144 habitants en 2012.

## Histoire
De 1975 à 1998, le village appartenait administrativement à la voïvodie de Siedlce.
Depuis 1999, il appartient administrativement à la voïvodie de Mazovie